# Valea Babii, Hunedoara
Valea Babii este un sat în comuna Lunca Cernii de Jos din județul Hunedoara, Transilvania, România.